# John Winchcombe (MP)
John Winchcombe (por 1519-1574), de Bucklebury de Thatcham, Berkshire, foi um membro do Parlamento inglês em março de 1553 por Reading, abril de 1554 e 1555 por Ludgershall e por Wootton Bassett em 1571.